# استعمار
اِستِعماردر لغت به معنای عمران و آبادانی است. اما در ادبیات سیاسی امروز، استعمار به مفهوم «تسلط بر یک کشور و غارت منابع طبیعی آن، اما در ظاهرِ کمک به آبادسازی آن کشور» استفاده می‌شود. واژه استعمارگر به کشوری گفته می‌شود که سایر کشورها را به استعمار می‌کشد. به کشورهای تحت استعمار مستعمره می‌گویند.
استعمار سه نوع دارد: استعمار کهن، استعمار نو و استعمار فرانو.
کاربرد سیاسی اصطلاح اِسْتِعْمار به‌طور خاص، متوجه شیوه‌های به‌کارگیری قدرت از طرف کشورهای قدرتمند بر سرزمین‌های ضعیف‌تر از نظر سیاسی، اجتماعی و اقتصادی است. از نظر داریوش آشوری، در کتاب دانشنامه سیاسی استعمارگری بیشتر برای کشورهایی است که امپراتوری دریایی و ناپیوستگی خاک آن‌ها مانع تشکیل یک واحد سیاسی یکپارچه (مانند امپراتوری‌های زمینی) می‌شود. مفهوم استعمار امروزه با مفهوم امپریالیسم پیوستگی کامل یافته‌است. مخصوصاً جناح چپ از این اصطلاح استفاده می‌کند. استعمار اساساً عمل قدرت‌های امپریالیستی شناخته می‌شود، یعنی قدرتی که می‌خواهد از مرزهای ملی و قومی خود تجاوز کند و سرزمین‌ها، ملت‌ها و اقوام دیگر را زیر سلطه خود درآورد.

## تاریخ استعمار
گرچه استعمار پیشینهٔ کهن دارد، اما مفهوم جدید آن از قرن‌های شانزدهم و هفدهم آغاز گردید. تاریخ استعمار را از دورهٔ باستان تاکنون می‌توان به چهار دوره تقسیم کرد. سه دوره اول، مجموعاً تحت عنوان استعمار کهن قرار می‌گیرند.
- استعمار دوره اول: عصر باستان
- استعمار دوره دوم: دوران جهانی
- استعمار دوره سوم: استعمارگری قرن‌های نوزدهم و بیستم
- استعمار نو

نقشه امپراتوری‌های استعماری در سراسر جهان در ۱۸۰۰.
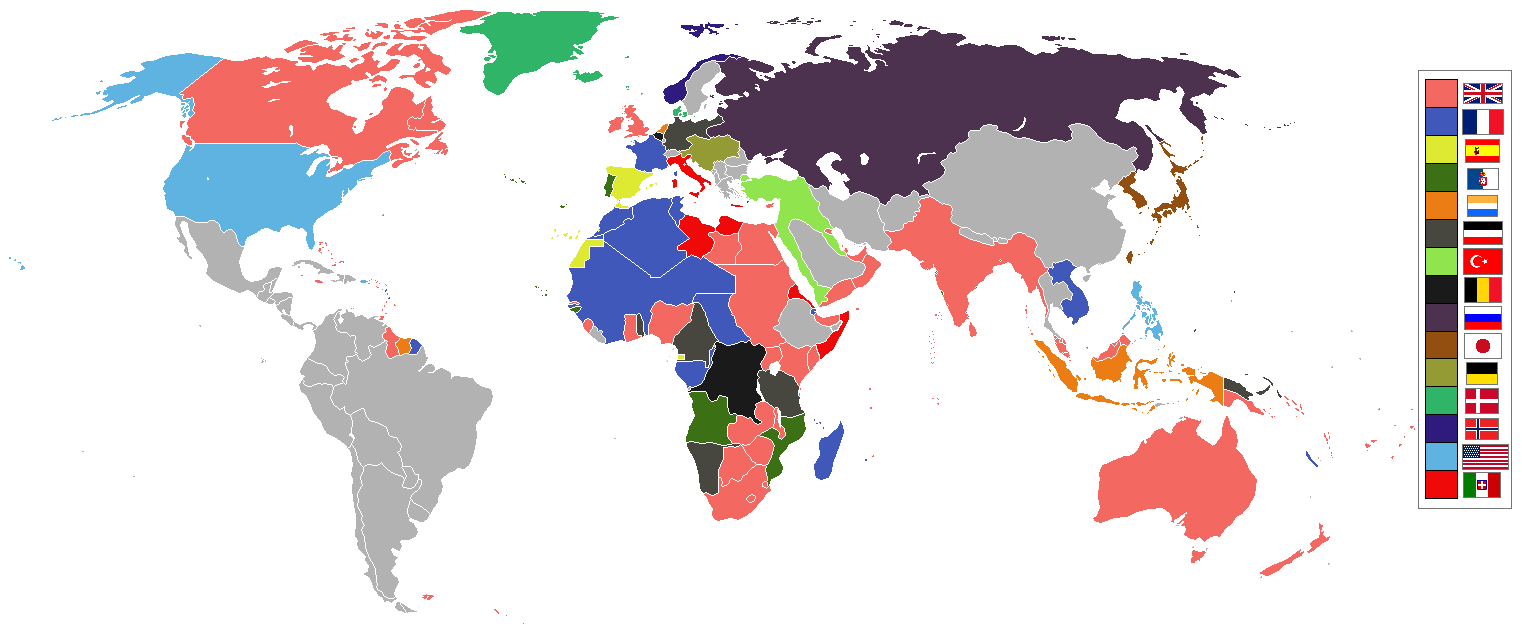
نقشه امپراتوری‌های استعماری در سراسر جهان در ۱۹۱۴.
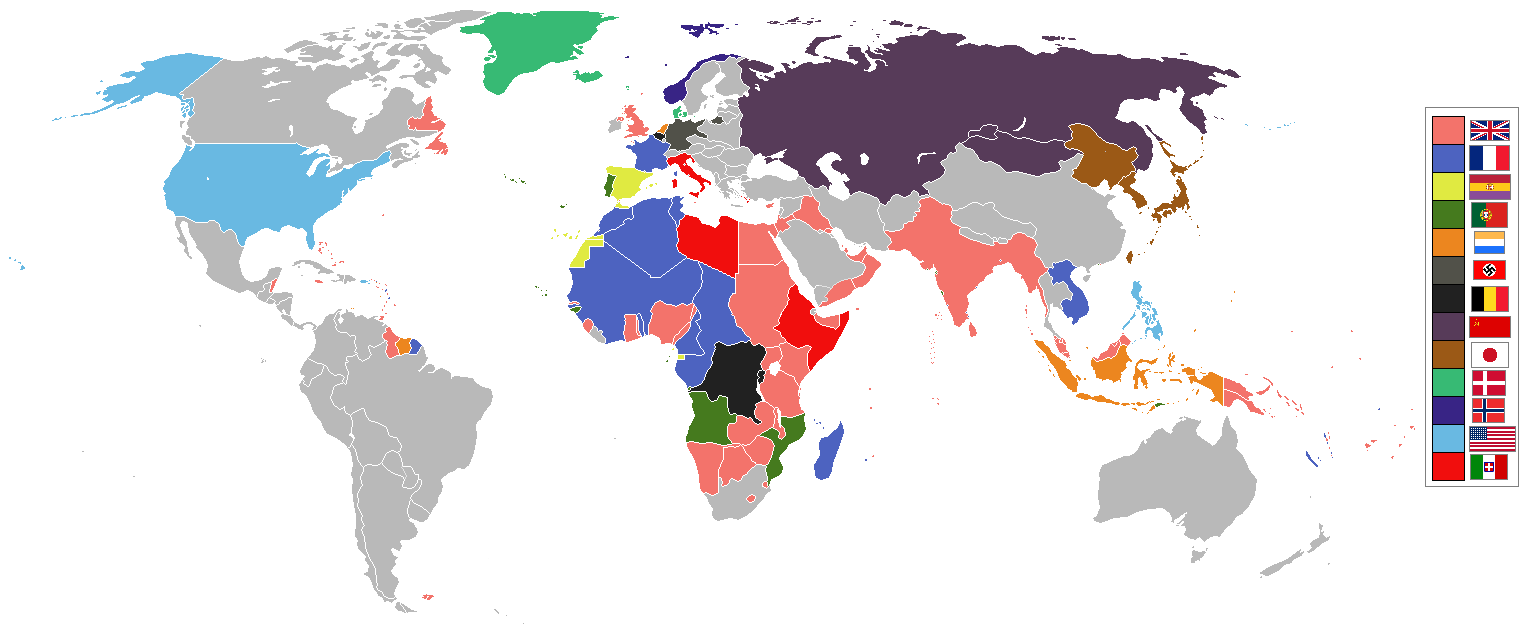
نقشه امپراتوری‌های استعماری در سراسر جهان در ۱۹۳۶.
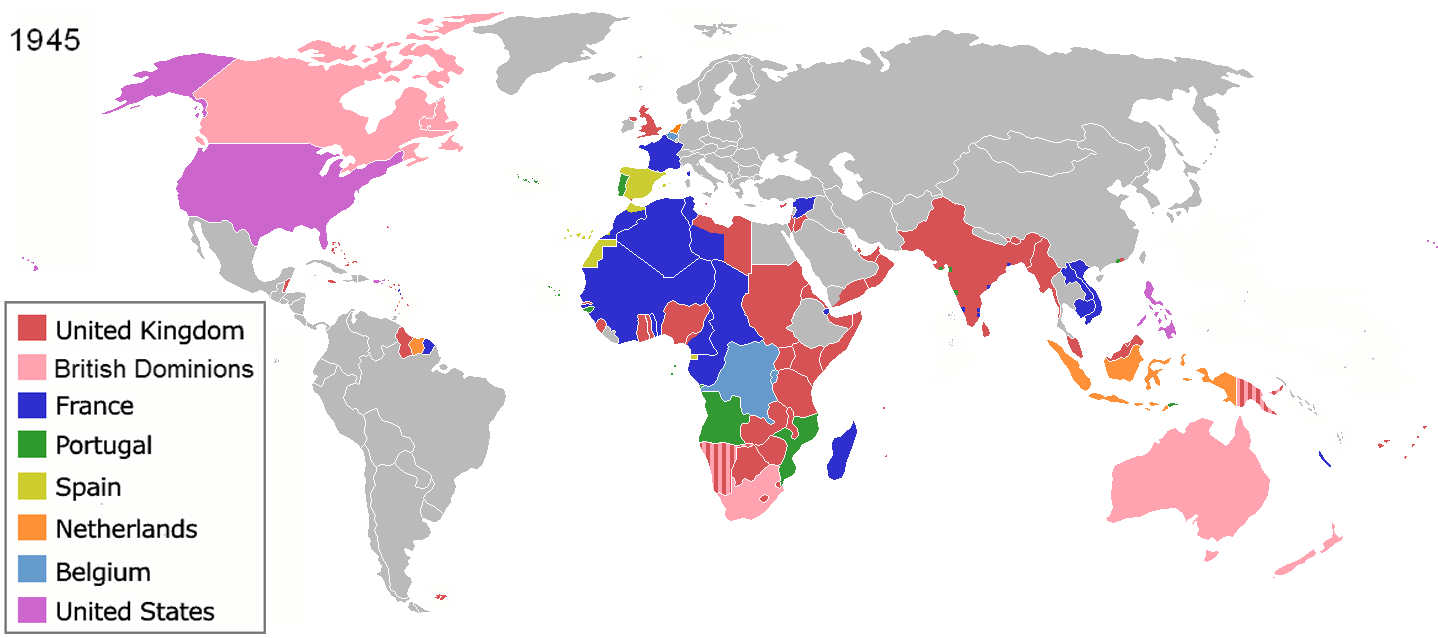
نقشه امپراتوری‌های استعماری در انتهای جنگ جهانی دوم، ۱۹۴۵.

## واژه‌شناسی
اِستِعمار: واژه ای است عربی و در ریشه به معنای آبادی خواستن است ولی امروزه استعمار به معنای نفوذ و دخالت کشورهای زورمند در کشورهای ناتوان به بهانه آبادی و سازندگی است؛ اما درواقع استعمار با هدف به تاراج بردن دارایی‌های کشورهای دیگر بوده‌است.
استعمار عبارت است از سیاست نظام یا دولت سلطه‌جو که هدفش بهره‌کشی از مردم کشورهایی است که از نظر اقتصادی کم‌رشد هستند. دولت سلطه‌جو برای تحکیم سیطره خویش مانع تکامل فنی و اقتصادی و فرهنگی این کشورها می‌شود. البته در قرون گذشته یعنی قبل از پیدایش امپریالیسم نیز استعمار سرزمین‌های غیر وجود داشته ولی ما در تعریف خود به استعمار در قرن بیستم توجه کرده‌ایم که به شکل تقسیم سرزمین‌های جهان و ایجاد امپراتوری‌های مستعمراتی در دوران امپریالیستی نمود پیدا کرده‌است.
مستعمره: یعنی سرزمینی فاقد استقلال سیاسی و اقتصادی که کاملاً در همه شئون تابع دولت امپریالیستی استیلاگر است. این دولت و انحصارات امپریالیستی آن از مستعمره به عنوان مواد خام و نیروی کار ارزان بازار فروش کالاها و عرصه سرمایه‌گذاری‌های پر سود و همچنین به مثابه پایگاه‌های نظامی و سوق الجیشی استفاده می‌کنند.
سیستم مستعمراتی امپریالیستی چیست؟ در کنار مستعمرات، کشورهای نیمه مستعمره و وابسته نیز وجود دارد که در شئون مختلف سیاسی یا اقتصادی دارای وابستگی‌ها و تابعیت‌های کم یا زیاد نسبت به دولت امپریالیستی هستند. عبارت «سیستم مستعمراتی امپریالیسم» یعنی مجموعه همه مستعمرات، نیمه مستعمره‌ها و ممالک وابسته که توسط امپریالیست‌ها مورد بهره‌کشی قرار گرفته و تحت سلطه آنان قرار دارند. این سیستم در مرحله انحصاری سرمایه‌داری به وجود آمد. در آغاز قرن کنونی چند کشور بزرگ امپریالیستی با توسل به نیروی ارتش و واحدهای مستعمراتی و لژیون‌های خارجی، تقسیم سرزمین‌های جهان را بین خود پایان داده بودند و از آن پس بارها برای تقسیم مجدد جهان و تسخیر مستعمرات جدید با یکدیگر به جنگ و ستیز برخاستند. سرمایه‌داری به یک سیستم جهانی ستم استعماری و تسلط مالی بر اکثریت عظیم مردم جهان توسط مشتی کشورهای به اصطلاح جلو افتاده مبدل شد.
متروپل: یعنی کشور امپریالیستی صاحب مستعمره، انحصارات بزرگ کشور متروپل با نیروی عظیم مالی و صنعتی خود سد کلانی به حساب غارت و بهره‌کشی از مستعمرات به دست می‌آورند. به علت بازوی کار ارزان، کثرت منابع طبیعی و ارزانی مواد خام، سرمایه‌گذاری متروپل در مستعمره سودهای افسانه ای به بار می‌آورد. هم‌زمان با غارت آشکار مردم این سرزمین‌ها و ثروت‌های ملی آنان، کشور مستعمره به زایده کشاورزی و مولد مواد خام متروپل مبدل می‌شود.
عقب ماندگی اقتصادی یکی از شوم‌ترین و سنگین‌ترین نتایج سلطه استعماری است. انحصارات متروپل مانع تکامل صنایع و به ویژه ایجاد صنایع سنگین، مانع رشد تکنیک و هم‌زمان با آن مانع تقویت کادرهای ملی می‌شوند. اقتصاد برخی از این سرزمین‌ها را به اقتصاد تک‌محصولی مثل نفت یا نیشکر یا قهوه یا مس مبدل می‌کنند که تمام سر رشته آن هم در دست انحصارات امپریالیستی است. این امر خود بعداً دشواری‌های عظیم در راه ایجاد یک اقتصاد ملی متوازن و همه‌جانبه به بار می‌آورد. مبادله نابرابر وجه مشخصه تجارت بین متروپل و مستعمره، یکی دیگر از منابع سود کلان انحصارات است. استعمار در دوران کلاسیک خود همواره حامی و پشتیبان مرجع‌ترین قشرهای محلی بوده، اشکال فئودالی و ما قبل فئودالی را همچنان پابرجا نگهداشته به کمک آن، اقتصاد را به عقب ماندگی و زحمتکشان را به فقر و گرسنگی محکوم می‌کرده‌است. عقب‌ماندگی اقتصادی محصول غارت و سلطه انحصارات امپریالیستی و نتیجه سیاست استعماری دول امپریالیستی است، نه ثمره مناسبات اقتصادی معمولی بین کشورهای فقیر و کشورهای غنی به‌طور اعم.
مبارزه علیه استعمار و فروریختن سیستم مستعمراتی: علیه سلطه استعماری، علیه این غارت و سیطره سیاسی و اقتصادی مردم کشورهای مستعمره و نیمه مستعمره به پا خواسته و مبارزه شدیدی را برای آزادی ملی و استقلال آغاز کردند. نهضت استقلال طلبی پس از انقلاب اکتبر وارد مرحله نوین و پرتوانی شد و پس از جنگ جهانی دوم، به دوران عالی تری گام گذاشت. موج نیرومند نهضت‌های رهایی‌بخش ملی طومار سیستم جهانی استعماری را در هم پیچید.
انقلاب‌های خروشان ملی ارکان امپریالیسم را به لرزه درمی‌آورد. لبه تیز این یورش جهانی متوجه آمریکاست که به مدافع اساسی سیستم بهره‌کشی استعماری بدل شده‌است. در نتیجه این نبرد به جای مستعمرات سابق در کشورهای نیمه مستعمره بیش از پیش کشورهای مستقل و نو بنیاد پدید گشته و پدید می‌گردد.
ولی این مبارزه هنوز به پایان نرسیده‌است. مللی که در حال گسستن زنجیرهای استعماری هستند به مراحل مختلفی از رهایی رسیده‌اند. بسیاری از آن‌ها دولت‌های ملی تشکیل داده‌اند، ولی همچنان برای تقویت استقلال سیاسی خویش می‌کوشند و برای احراز استقلال اقتصادی، راهی طولانی در پیش دارند. ملل کشورهایی که ظاهر مستقل ولی عملاً در قید وابستگی سیاسی و اقتصادی انحصارهای بیگانه هستند، برای مبارزه علیه امپریالیسم و رژیم‌های ارتجاعی و استبدادی بپا می‌خیزند. نهضت آزادی بخش ملی در کنار جنبش کارگری کشورهای پیش افتاده به یکی از عوامل عمده ضد امپریالیستی عصر ما بدل شده‌است. در مقابل این موج عظیم، استعمار به روش‌های نوین بهره‌کشی متوسل شده‌اند که مجموعه آن را استعمار نوین می‌نامند.